# Dachverband der Nationalen Sammlung
Der Dachverband der Nationalen Sammlung (DNS) war ein 1953 ins Leben gerufenes Wahlbündnis rechtsextremer Parteien in der Bundesrepublik Deutschland, das als Partei gegründet wurde und an der Bundestagswahl 1953 teilnahm.
Es wurde am 8. Mai 1953 von der Deutschen Gemeinschaft (DG), dem Deutschen Block und der Deutsch-Sozialen Bewegung (DSB) gegründet. Vorsitzende waren August Haußleiter für die DG, Karl Meißner für den Deutschen Block und Karl-Heinz Priester für die DSB. 

## Bundestagswahl 1953
Der DNS nahm an der Bundestagswahl 1953 teil, kandidierte aber nicht flächendeckend, in Bremen und Hamburg trat der Dachverband gar nicht an. In Baden-Württemberg, Bayern und Schleswig-Holstein trat sie sowohl mit einigen Direktkandidaten als auch mit einer Landesliste an und konnte dort mit Erst- und Zweitstimme gewählt werden. In Hessen, Niedersachsen, Nordrhein-Westfalen und Rheinland-Pfalz war sie lediglich mit einigen Direktkandidaten auf dem Wahlzettel vertreten und entsprechend nur in den entsprechenden Wahlkreisen mit der Erststimme wählbar. In 84 Wahlkreisen bundesweit war ein Direktkandidat der DNS vertreten. 
| Bundesland          | Erst- stimmen | Erst- stimmen | WK        | Zweit- stimmen | Zweit- stimmen |
| Bundesland          | Anzahl        | %             | WK        | Anzahl         | %              |
| ------------------- | ------------- | ------------- | --------- | -------------- | -------------- |
| Baden-Württemberg   | 34.140        | 0,9           | 29 von 34 | 37.967         | 1,1            |
| Bayern              | 31.173        | 0,6           | 34 von 47 | 28.025         | 0,6            |
| Schleswig-Holstein  | 5.211         | 0,4           | 9 von 14  | 4.734          | 0,4            |
| Hessen              | 95            | 0,0           | 1 von 22  |                |                |
| Niedersachsen       | 361           | 0,0           | 2 von 34  |                |                |
| Nordrhein-Westfalen | 1.613         | 0,0           | 7 von 66  |                |                |
| Rheinland-Pfalz     | 5.763         | 0,3           | 2 von 15  |                |                |
| Gesamt              | 78.356        | 0,3           | 84        | 70.726         | 0,3            |

WK = Wahlkreise im Bundesland, in denen der DNS angetreten ist.
Als Kandidaten konnte sie auch ehemalige namhafte Nationalsozialisten gewinnen. So trat der ehemalige NSDAP-Kreisleiter für den Kreis Pinneberg, Mitglied des Reichstages zwischen 1932 und 1945, ehemalige Vorsitzende der Handwerkskammer zu Altona sowie Landeshandwerksmeister Nordmark und ab 1936 sogar Reichshandwerkmeister Ferdinand Schramm als Direktkandidat im Bundestagswahlkreis Pinneberg an.

## Wahlen auf kommunaler Ebene
In mehreren Städten wie beispielsweise Augsburg war er auf der Kommunalwahlliste.